# Sonny Cooperová
Sonny Cooperová, plným jménem Sandra Lenore Cooper, též Sonni Cooper (* 9. července 1934 město New York, Spojené státy americké), je americká tanečnice, herečka, scenáristka malířka a spisovatelka, známá českým čtenářům jako autorka knihy z prostředí Star Treku.
Sonny je její přezdívka.

## Životopis
V USA je známa jako malířka, její práce jsou vystaveny v celé řadě galérií po světě i kupovány soukromníky na aukcích. Vystřídala mnoho různých povolání, byla tanečnicí, herečkou, televizní scenáristkou, konzultantkou tvůrců filmů, čtenářům ve světě je známá především jako autorka knihy Star Trek: Black Fire. Knihu napsala v roce 1982, je zařazena do románové první série (kapitán Kirk, Spock). V České republice byla kniha vydána nakladatelstvím Albert roku 1994 pod názvem Černý oheň v překladu Vladimíra Klímy.